# Gooikse Pijl 2016
La Gooikse Pijl est une course de catégorie 1.2 disputée le 25 septembre 2016 autour de Gooik en Belgique.

## Présentation

### Équipes
| WorldTeam- Trek-Segafredo Équipes continentales professionnelles (2)- Topsport Vlaanderen-Baloise - Wanty-Groupe Gobert Équipes continentales (19)- Attaque Team Gusto - Color Code-Arden'Beef - Cibel-Cebon - Coop-Øster Hus - Crelan-Vastgoedservice - Leopard - Metec-TKH-Mantel - Team3M - T.Palm-Pôle Continental Wallon - Join-S-De Rijke - Roubaix Métropole européenne de Lille - Superano Ham-Isorex - An Post-ChainReaction - Joker Byggtorget - Sparebanken Sør - Veranclassic-Ago - Verandas Willems - Wallonie Bruxelles-Group Protect - Wiggins Équipes régionales et de clubs (2)- BMC Development - Lotto-Soudal U23 |
| |

### Classement général[1]
| \| Classement général \| Classement général \| Classement général \| Classement général \| Classement général \| \| Coureur \| Coureur \| Pays \| Équipe \| Temps \| \| ------------------ \| ------------------ \| ------------------ \| ------------------------------------- \| ------------------ \| \| 1er \| Aidis Kruopis \| Lituanie \| Verandas Willems \| 4 h 20 min 10 s \| \| 2e \| Emiel Vermeulen \| Belgique \| Team 3M \| + 0 s \| \| 3e \| Timothy Dupont \| Belgique \| Verandas Willems \| + 0 s \| \| 4e \| Rudy Barbier \| France \| Roubaix Métropole européenne de Lille \| + 0 s \| \| 5e \| Joeri Stallaert \| Belgique \| Cibel-Cebon \| + 0 s \| \| 6e \| Johim Ariesen \| Pays-Bas \| Metec-TKH-Mantel \| + 0 s \| \| 7e \| Jelle Mannaerts \| Belgique \| Superano Ham-Isorex \| + 0 s \| \| 8e \| Herman Dahl \| Norvège \| Sparebanken Sør \| + 0 s \| \| 9e \| Justin Jules \| France \| Veranclassic-Ago \| + 0 s \| \| 10e \| Taco van der Hoorn \| Pays-Bas \| Join-S-De Rijke \| + 0 s \| |                    |          |                                       |                 |
| |                    |          |                                       |                 |
| Source : ProCyclingStats |                    |          |                                       |                 |
| Classement général |                    |          |                                       |                 |
| Coureur | Coureur            | Pays     | Équipe                                | Temps           |
| 1er | Aidis Kruopis      | Lituanie | Verandas Willems                      | 4 h 20 min 10 s |
| 2e | Emiel Vermeulen    | Belgique | Team 3M                               | + 0 s           |
| 3e | Timothy Dupont     | Belgique | Verandas Willems                      | + 0 s           |
| 4e | Rudy Barbier       | France   | Roubaix Métropole européenne de Lille | + 0 s           |
| 5e | Joeri Stallaert    | Belgique | Cibel-Cebon                           | + 0 s           |
| 6e | Johim Ariesen      | Pays-Bas | Metec-TKH-Mantel                      | + 0 s           |
| 7e | Jelle Mannaerts    | Belgique | Superano Ham-Isorex                   | + 0 s           |
| 8e | Herman Dahl        | Norvège  | Sparebanken Sør                       | + 0 s           |
| 9e | Justin Jules       | France   | Veranclassic-Ago                      | + 0 s           |
| 10e | Taco van der Hoorn | Pays-Bas | Join-S-De Rijke                       | + 0 s           |

## UCI Europe Tour
La Gooikse Pijl est une course faisant partie de l'UCI Europe Tour 2016 en catégorie 1.2, les 10 meilleurs temps du classement final emporte donc de 40 à 3 points.
| Position | 1er | 2e | 3e | 4e | 5e | 6e | 7e | 8e | 9e | 10e |
| -------- | --- | -- | -- | -- | -- | -- | -- | -- | -- | --- |
| PTS UCI  | 40  | 30 | 25 | 20 | 15 | 10 | 5  | 3  | 3  | 3   |